# Гендрікс (Західна Вірджинія)
Гендрікс (англ. Hendricks) — місто (англ. town) в США, в окрузі Такер штату Західна Вірджинія. Населення — 228 осіб (2020).

## Географія
Гендрікс розташований за координатами 39°4′31″ пн. ш. 79°37′49″ зх. д. / 39.07528° пн. ш. 79.63028° зх. д. (39.075230, -79.630140).  За даними Бюро перепису населення США в 2010 році місто мало площу 0,90 км², з яких 0,89 км² — суходіл та 0,01 км² — водойми.

## Демографія
Згідно з переписом 2010 року, у місті мешкали 272 особи в 112 домогосподарствах у складі 89 родин. Густота населення становила 304 особи/км².  Було 145 помешкань (162/км²).
Расовий склад населення:
| - 100,0 % — білих |

До двох чи більше рас належало 0,0 %. Частка іспаномовних становила 0,0 % від усіх жителів.
За віковим діапазоном населення розподілялося таким чином: 18,4 % — особи молодші 18 років, 63,2 % — особи у віці 18—64 років, 18,4 % — особи у віці 65 років та старші. Медіана віку мешканця становила 44,5 року. На 100 осіб жіночої статі у місті припадало 95,7 чоловіків;  на 100 жінок у віці від 18 років та старших — 96,5 чоловіків також старших 18 років.
Середній дохід на одне домашнє господарство  становив 51 740 доларів США (медіана — 45 000), а середній дохід на одну сім'ю — 60 885 доларів (медіана — 58 750). За межею бідності перебувало 7,8 % осіб, у тому числі 0,0 % дітей у віці до 18 років та 13,5 % осіб у віці 65 років та старших.
Цивільне працевлаштоване населення становило 120 осіб. Основні галузі зайнятості: освіта, охорона здоров'я та соціальна допомога — 20,0 %, мистецтво, розваги та відпочинок — 15,0 %, виробництво — 13,3 %, будівництво — 13,3 %.